# فرمالیسم (هنر)
فرمالیسم هنری به عقیده‌ای گفته می‌شود که باور دارد، ارزش یک اثر هنری تنها و تنها وابسته به فرم آن (چگونگی ساخت و ویژگی‌های دیداری‌اش) است. در هنر دیداری، فرمالیسم بیان می‌کند که تمام چیزهای ارزشمند یک اثر در خودش نهفته‌است و عواملی مانند ظرف تاریخی ساخت اثر، زندگی هنرمند یا هدف هنرمند از ساخت اثر در درجه بعدی اهمیت قرار دارند.
روش نقادى فرمالیستى کلمنت گرینبرگ نظریه‌پرداز و منتقد معاصر تحلیل گردیده است. فرمالیسم به تعبیر گرینبرگ عبارت است از نظریه‌اى که ویژگى‌هاى فرمىِ اثر را مهمترین رکن مقوِّم آن قلمداد کرده و درونمایه‌ى اثر را پیامد تحقق فرم محسوب مى‌دارد. بدین اعتبار در نظر وى درونمایه‌ى هر اثر تابعى است از عناصر فرمى. گرینبرگ برداشت خود را با استناد به نقد قوه‌ى حکم کانت توجیه نمود. کانت براى هنر عرصه‌اى مستقل و متفاوت از حوزه‌هاى دیگرى چون علم و اخلاق در نظر گرفت و همین امر سبب ترویج شعار «هنر براى هنر» در هنر فرمالیستى شد. این نگاهِ کانت، بنیاد زیباشناسى گرینبرگ را در عرصه‌ى هنر شکل داد و از این رو گرینبرگ نقد فرمالیستى را که به تعبیر او ریشه در مدرنیسم داشت، با تکیه بر ویژگىِ خودآئینى و خودپایندگى صورتبندى کرد. نکتهى حائز اهمیت این است که گرینبرگ در نوشته‌هاى خود نقد سوم کانت را کاربردى نموده و آن‌را به مثابه‌ى پایه‌ى فلسفى مدرنیسم به طور کلى و فرمالیسم به‌طور اخص تلقى کرده است. در این نوشتار مؤلفه‌هاى مهم مرتبط با فرم و فرمالیسم در نقد سوم کانت و تأثیر آن بر برداشت گرینبرگ بررسى شده و نوآورى‌هاى وى درگستره‌ى نقادى هنر و به ویژه نقاشى تحلیل گردیده است. هم‌چنین علت اهمیت یافتن فرم و نفوذ فرمالیسم در حوزه‌ى نقد هنرى معاصر و تأثیر راهبرد گرینبرگ به عنوان پیشاهنگ این فرایند در رهیافته‌اى هنرمندان مدرنیست تبیین شده است.
تاریخچه فرمالیسم به سال ۱۹۱۴ بر می‌گردد. سالی که ویکتور شکلوفسکی در روسیه رساله‌ای به نام رستاخیز واژه منتشر کرد که به عنوان نخستین سند ظهور مکتب فرمالیسم شناخته شده‌است.
به باور پرکینز، گاهی اوقات محتوای یک اثر هنری به اندازه شیوه بیان آن اهمیت ندارد. آنچه یک اثر را متمایز و ماندگار می‌کند، ایجاز، تازگی و هوشمندی در به کارگیری ابزارهای بیان هنری است. در واقع، این شیوه بیان است که به محتوا عمق و معنا می‌بخشد و آن را برای مخاطب جذاب می‌کند. پرکینز بر این باور است که یک اثر هنری موفق، اثری است که بتواند با استفاده از ابزارهای بیان هنری، تجربه حسی و احساسی منحصر به فردی را برای مخاطب خلق کند.